# Драхма (Стародавня Греція)
Драхма (давньогрецька δραχμή) — давньогрецька монетна одиниця, а також одиниця вимірювання маси, спочатку складалася зі злитка срібла вагою в 1/60 міни.

## Номінали та фракції
- Пентеконтадрахма (др.-грец. Πεντηκοντάδραχμον) — золота або срібна монета, рівна 50 драхмам (др.-грец. Δραχμή).

- Додекадрахма (др.-грец. Δωδεκάδραχμον) — золота чи срібна монета, рівна 12 драхмам (др.-грец. Δραχμή), 60 літрам (др.-грец. Λίτρα) або 72 обола (др.-грец. Ὀβολός).

- Декадрахма (др.-грец. Δεκάδραχμον) — золота чи срібна монета, рівна 10 драхмам (др.-грец. Δραχμή), 50 літрам (др.-грец. Λίτρα), 60 обола (др.-грец. Ὀβολός) або 600 унціям (др.-грец. ὄγκιον).

- Октадрахма (др.-грец. Ὀκτά-δραχμον) — золота чи срібна монета, рівна 8 драхмам (др.-грец. Δραχμή), 40 літрам (др.-грец. Λίτρα) або 48 обола (др.-грец. Ὀβολός ).

- Пентадрахма (др.-грец. Πεντάδραχμον) — срібна монета, що дорівнює 5 драхмам (др.-грец. Δραχμή), 25 літрам (др.-грец. Λίτρα) або 30 обола (др.-грец. Ὀβολός).

- Тетрадрахма (др.-грец. Τετράδραχμον) — срібна монета, що дорівнює 4 драхмам (др.-грец. Δραχμή), 20 літрам (др.-грец. Λίτρα) або 24 обола (др.-грец. Ὀβολός).

- Тридрахма (др.-грец. Τρίδραχμον) — срібна монета, рівна 3 драхмам (др.-грец. Δραχμή), 15 літрам (др.-грец. Λίτρα) або 18 обола (др.-грец. Ὀβολός).

- Дидрахма (др.-грец. Δίδραχμον) — срібна монета, що дорівнює 2 драхмам (др.-грец. Δραχμή), 10 літрам (др.-грец. Λίτρα) або 12 обола (др.-грец. Ὀβολός).

- Тригемідрахма (др.-грец. Τριημιδραχμον) — срібна монета, рівна 1,5 драхми (др.-грец. Δραχμή).

- Драхма (др.-грец. Δραχμή) — срібна монета, яка становила 1/100 міни (др.-грец. Μνᾶ), 1/2 або 1/3 статера (др.-грец. Στᾰτήρ). Дорівнювала 5 літрам (др.-грец. Λίτρα) або 6 обол (др.-грец. Ὀβολός).

- Пентобол (др.-грец. Πεντώβολον) — срібна монета, яка становила 5/6 драхми (др.-грец. Δραχμή), що дорівнює 5 обол (др.-грец. Ὀβολός).

- Тетраобол (др.-грец. Τετρώβολον) — срібна монета, яка становила 2/3 драхми (др.-грец. Δραχμή), що дорівнює 4 обола (др.-грец. Ὀβολός).

- Триобол (др.-грец. Τριώβολον), гемідрахми (др.-грец. Ημίδραχμον) — срібна монета, яка становила 1/2 драхми (др.-грец. Δραχμή), рівна 3 обол (др.-грец. Ὀβολός) або 2,5 літра (др.-грец. λίτρα).

- Діобол (др.-грец. Διώβολον) — срібна монета, яка становила 1/3 драхми (др.-грец. Δραχμή), що дорівнює 2 обола (др.-грец. Ὀβολός).

- Тригеміобол (др.-грец. Τριημιωβόλιον) — срібна монета, яка становила 1/4 драхми (др.-грец. Δραχμή), рівна 1,5 обола (др.-грец. Ὀβολός).

- Обол (др.-грец. Ὀβολός) — срібна монета, яка становила 1/6 драхми (др.-грец. Δραχμή), рівна 5/6 літри (др.-грец. Λίτρα) або 10 унціям (др.-грец. ὄγκιον).

Як і інші древні монети, драхма не мала означеного номіналу; все кратні драхми монети розрізнялися за своєю вагою.
Багато розвинених полісів Стародавньої Греції в різний час карбували свою монету, виходячи з власних лічильно-грошових систем. Зазвичай виділяються сім найпоширеніших різновидів драхм за історичними областям.

## Монетні стопи
- Егінетична (з VII століття до н. Е..), Що мала ходіння в Егіні, Фессалії, Евбее, Беотії, Криті й Сицилії — вагою в 6 грамів;

- Малоазійська (з часів Креза; VI століття до н. Е..) Вагою близько 3,6 грама — в Лідії, в іонічних містах, Фінікії, потім в елліністичному Єгипті і Карфагені;

- Перська, або шеклем — 5,5 грама, в Персії при династії Ахеменідів;

- Олімпійська — 4,88 грама, в Македонії до часів Філіпа II.

- Аттична — срібна драхма (др.-грец. Δραχμή) вагою 4,32 г срібла, 1/2 срібною дідрахми (др.-грец. Δίδραχμον) вагою 8,64 г срібла, 1/4 срібною тетрадрахми (др.-грец. τετράδραχμον) вагою 17,28 г срібла.

- Ахейська — срібна драхма (др.-грец. Δραχμή) вагою 3,66 г срібла, 1/3 срібного статера (др.-грец. Στᾰτήρ) вагою 11 г срібла.

- Єгипетських Птолемеїв — срібна драхма (др.-грец. Δραχμή) вагою 3,57 г срібла, 1/4 срібною тетрадрахми (др.-грец. Τετράδραχμον) вагою 14,3 г срібла.

- Кампанська — срібна драхма (др.-грец. Δραχμή) вагою 3,75 г срібла, 1/2 срібного статера (др.-грец. Στᾰτήρ) вагою 7,5 г срібла.

- Керкірська — срібна драхма (др.-грец. Δραχμή) вагою 5,8 г срібла, 1/2 срібного статера (др.-грец. Στᾰτήρ) вагою 11,6 г срібла.

- Коринфська — срібна драхма (др.-грец. Δραχμή) вагою 2,89 г срібла, 1/3 срібного статера (др.-грец. Στᾰτήρ) вагою 8,67 г срібла.

- Лідійська — срібна драхма (др.-грец. Δραχμή) вагою 5,46 г срібла, 1/20 золотий трігемідрахми (др.-грец. Τριημιδραχμον) вагою 8,19 г золота.

- Лікійська — срібна драхма (др.-грец. Δραχμή) вагою 4,3 г срібла, 1/2 срібного статера (др.-грец. Στᾰτήρ) вагою 8,6 г срібла.

- Родоська, Хіоська — срібна драхма (др.-грец. Δραχμή) вагою 3,9 г срібла, 1/4 срібною тетрадрахми (др.-грец. Τετράδραχμον) вагою 15,6 г срібла.

- Евбейська — срібна драхма (др.-грец. Δραχμή) вагою 8,6 г срібла, 1/2 срібного статера (др.-грец. Στᾰτήρ) вагою 17,2 г срібла. Карбувалася з евбейсько міни (др.-грец. Μνᾶ) 436,6 г срібла, тобто 10 евбейських драхм дорівнювали 2 вавилонським царським шекелям (імклу) або 3 фінікійським царським шекелям (шіглу).

- Егінська Егінського стандарту — срібна драхма (др.-грец. Δραχμή) вагою 6,24 г срібла, 1/2 срібного статера (др.-грец. Στᾰτήρ) вагою 12,47 г срібла.

Крім перерахованих, відомі абдерська, мілетська, та інші драхми.